# Skylab
L'Skylab va ser la primera estació espacial que els Estats Units d'Amèrica van col·locar en òrbita al voltant de la terra. Dissenyada per missions de llarga durada, tenia un doble objectiu: demostrar que els humans podien viure i treballar a l'espai durant llargs períodes, i ampliar els coneixements d'astronomia solar, més enllà de les observacions que es podien realitzar des de bases terrestres. Va tenir molts èxits tot i les dificultats tècniques que va experimentar al principi. Tres tripulacions amb 3 components cada una la van habitar durant un total de 171 dies i 3 hores. Es van portar a terme prop de 300 experiments científics i tècnics: experiments mèdics sobre l'adaptació dels homes en condicions de gravetat zero, observacions solars i detallats experiments sobre els recursos terrestres. L'estació, ja buida, va reentrar a l'atmosfera terrestre l'11 de juliol del 1979 escampant trossos de ferralla en una àmplia zona sobre l'oceà Índic i l'oest d'Austràlia.

## L'estació
L'Skylab es va construir exclusivament fent servir material i equipaments modificats dels coets Saturn i les naus "Apollo". Emprant una tercera etapa buida (o seca, "dry" en anglès) dels coets Saturn V, l'estació estava completament muntada i equipada abans del llançament. Les tripulacions arribaven a l'estació espacial i tornaven a la terra fent servir les naus "Apollo" llençades sobre coets Saturn IB.

## Missions

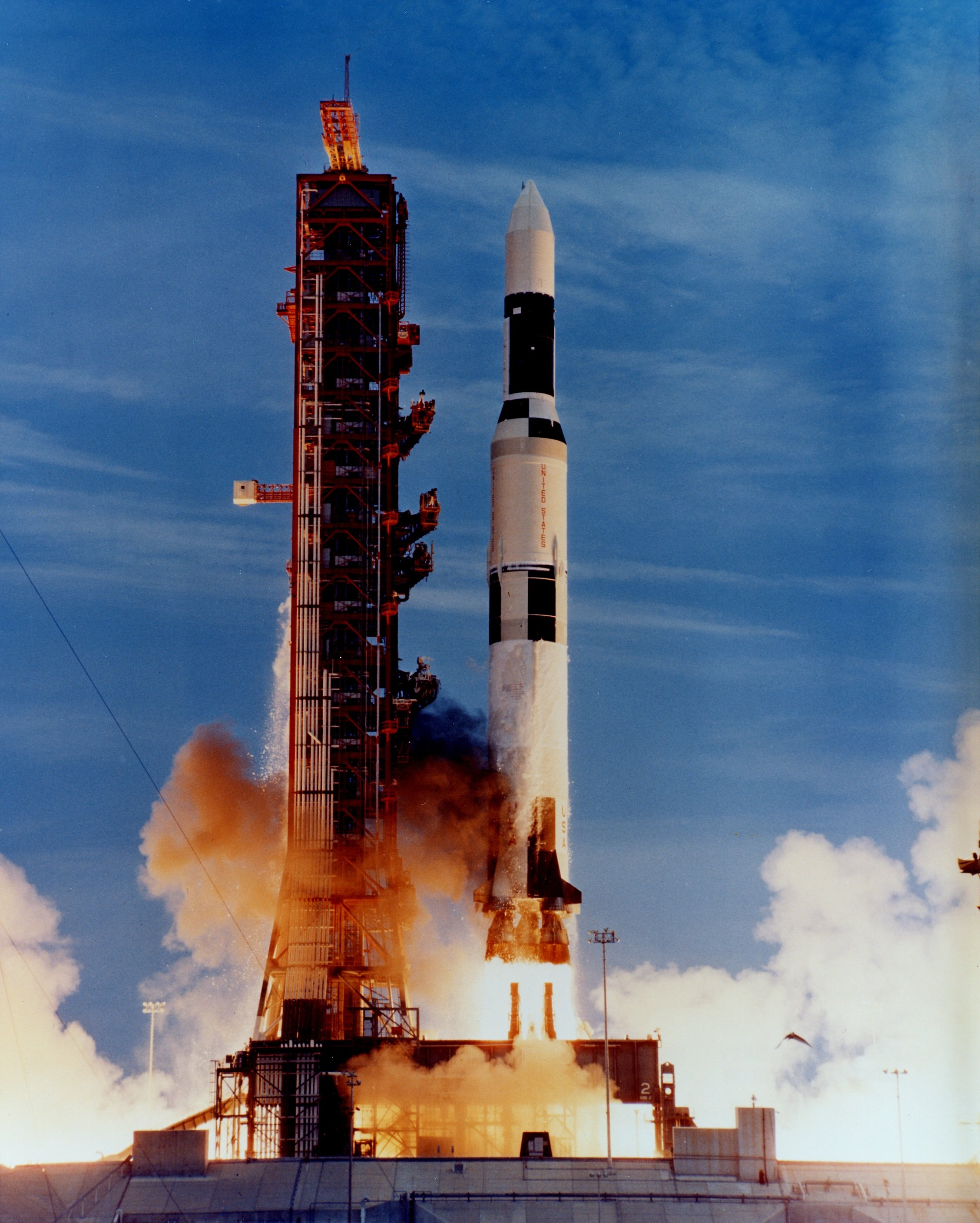
Llançament del darrer coet Saturn V (realment un Saturn INT-211) portant l'estació espacial Skylab.

Durant la vida de l'estació es van realitzar 4 missions: Skylab 1 a 4. La primera sense tripulació per posar en òrbita el complex sencer i les altres tres amb tripulacions de tres membres cadascuna d'elles.

### Skylab 1
14 de maig del 1973. Missió no tripulada.
L'estació espacial va ser posada en òrbita emprant un coet Saturn V. Quasi immediatament van aparèixer els primers problemes a causa de les vibracions produïdes durant el llançament. L'escut per meteorits va ser arrencat de la seva ubicació i en la caiguda va arrossegar un dels dos panells solars de què disposava la nau. Un tros de l'escut, a més, es va embolicar amb l'altre panell impedint així que es pogués desplegar.
Un cop en òrbita es va fer maniobrar el complex per tal que els panells solars del telescopi "Apollo" encaressin el sol per poder així obtenir el màxim d'electricitat possible. A causa d'aquesta orientació i que una de les missions de l'escut antimeteors arrencat era fer d'ombrel·la protectora dels rajos solars, la temperatura a l'interior del laboratori va arribar als 52 °C. El llançament de la missió Skylab 2 es va haver de posposar mentre els enginyers de la NASA, durant 10 dies d'intens treball, desenvolupaven i entrenaven a la tripulació en els procediment necessaris per tornar a fer habitable l'estació. Al mateix temps es feia girar l'estació per tal d'intentar que la temperatura a l'interior del laboratori baixés fins a un límits més acceptables.

### Skylab 2
Del 25 de maig al 22 de juny del 1973. Tripulació: Charles Conrad Jr., Paul J. Weitz i Joseph P. Kervin. Durada: 28 dies i 50 minuts. Primera missió tripulada.
La tripulació va atracar a l'estació durant la cinquena òrbita. Després de realitzar una gran quantitat de reparacions, entre les quals s'incloïa el desplegament d'un para-sol que va fer baixar la temperatura fins a 23,8 °C, l'estació es va declarar completament operacional el 4 de juny. A partir d'aquí es va iniciar la part experimental de la missió. Es van dedicar 392 hores a la realització d'experiments d'astronomia solar, estudis mèdics i cinc experiments preparats per escolars. La missió va incloure tres activitats extra vehiculars (EVA) que van totalitzar 6 hores i 20 minuts.

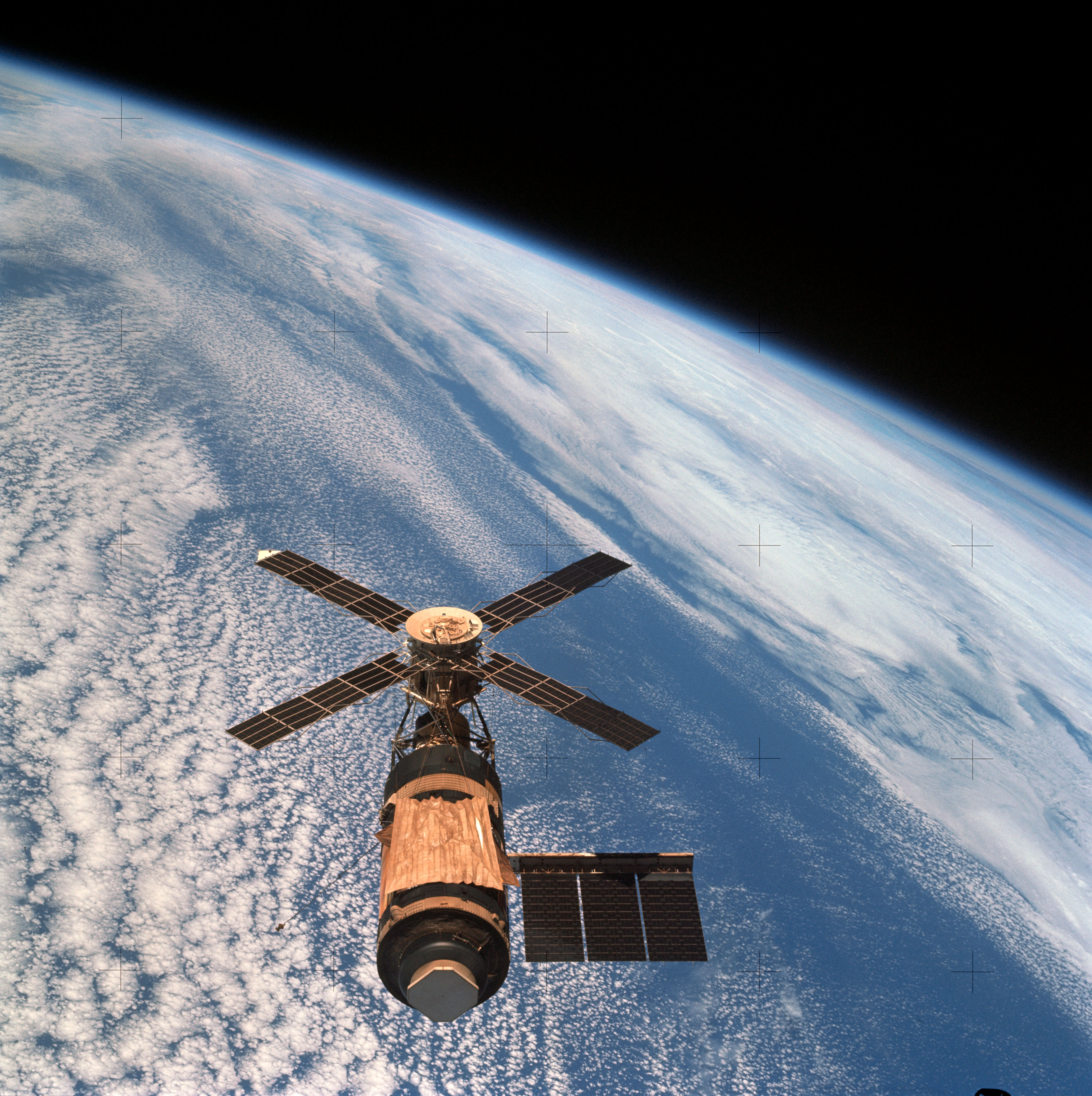
Panoràmica de l'Skylab vist des del mòdul de comandament de la missió Skylab 4.

### Skylab 3
Del 28 de juliol al 25 de setembre del 1973. Tripulació: Alan L. Bean, Jack R. Lousma i Owen K. Garriott. Durada: 59 dies i 11 hores.
Aquesta missió va continuar amb les tasques de manteniment de l'estació espacial així com amb els experiments científics i mèdics. Es van completar 858 òrbites i 1.081 hores d'observacions terrestres i solars. També es van realitzar tres EVAs que van totalitzar 13 hores i 43 minuts.

### Skylab 4
Del 16 de novembre del 1973 al 8 de febrer del 1974. Tripulació: Gerald P. Carr, William R. Pogue i Edward G. Gibson. Durada: 84 dies i una hora.
Aquesta va ser la darrera de les missions Skylab, va incloure observacions del cometa Kohoutek entre altre nombrosos experiments. Va realitzar 1.214 òrbites i quatre sortides extra vehiculars que van totalitzar 22 hores i 13 minuts.
Un cop finalitzada aquesta darrera missió es va posicionar el laboratori a una alçada estable i es van apagar tots els sistemes. S'esperava que l'Skylab es mantingués en òrbita entre 8 i 10 anys, però a la tardor del 1977, a causa d'una activitat més forta del previst, ja es va veure que això no seria així.
| Expedició           | Logotip      | Comandant   | Pilot         | Pilot Científic | Data Llançament         | Data d'aterratge        | Duració (dies) |
| ------------------- | ------------ | ----------- | ------------- | --------------- | ----------------------- | ----------------------- | -------------- |
| Skylab Expedition 1 | Expedition 1 | Pete Conrad | Paul J. Weitz | Joseph Kerwin   | 25-05-1973 13:00:00 UTC | 22-06-1973 13:49:48 UTC | 28,03          |
| Skylab Expedition 2 | Expedition 2 | Alan Bean   | Jack Lousma   | Owen Garriott   | 28-07-1973 11:10:50 UTC | 25-09-1973 22:19:51 UTC | 59,46          |
| Skylab Expedition 3 | Expedition 3 | Gerald Carr | William Pogue | Edward Gibson   | 16-11-1973 14:01:23 UTC | 08-02-1974 15:16:53 UTC | 84,04          |

## Fi
Després de la darrera missió, l'Skylab va ser deixat en una òrbita d'aparcament que havia de durar com a mínim 8 anys. La idea era que els transbordadors espacials atraquessin a l'estació i augmentessin la seva altitud cap a finals del 1979. El problema va ser que a causa d'alguns retards, no va enlairar-se cap transbordador fins al 1981. Es va dissenyar una missió anomenada "Teleoperator", en la qual un satèl·lit no tripulat atracaria a l'estació i amb el seu motor la portaria a una òrbita més elevada, però problemes pressupostaris van impedir que el finançament necessari arribés mai.
L'Skylab necessitava una remodelació total a part de nous giroscopis i una recàrrega de combustible. A sobre, molts dels sistemes no havent estat pensats perquè se’ls pogués fer un manteniment a l'espai. Tots aquests arguments van ajuda a prendre la decisió final de deixar-la caure.

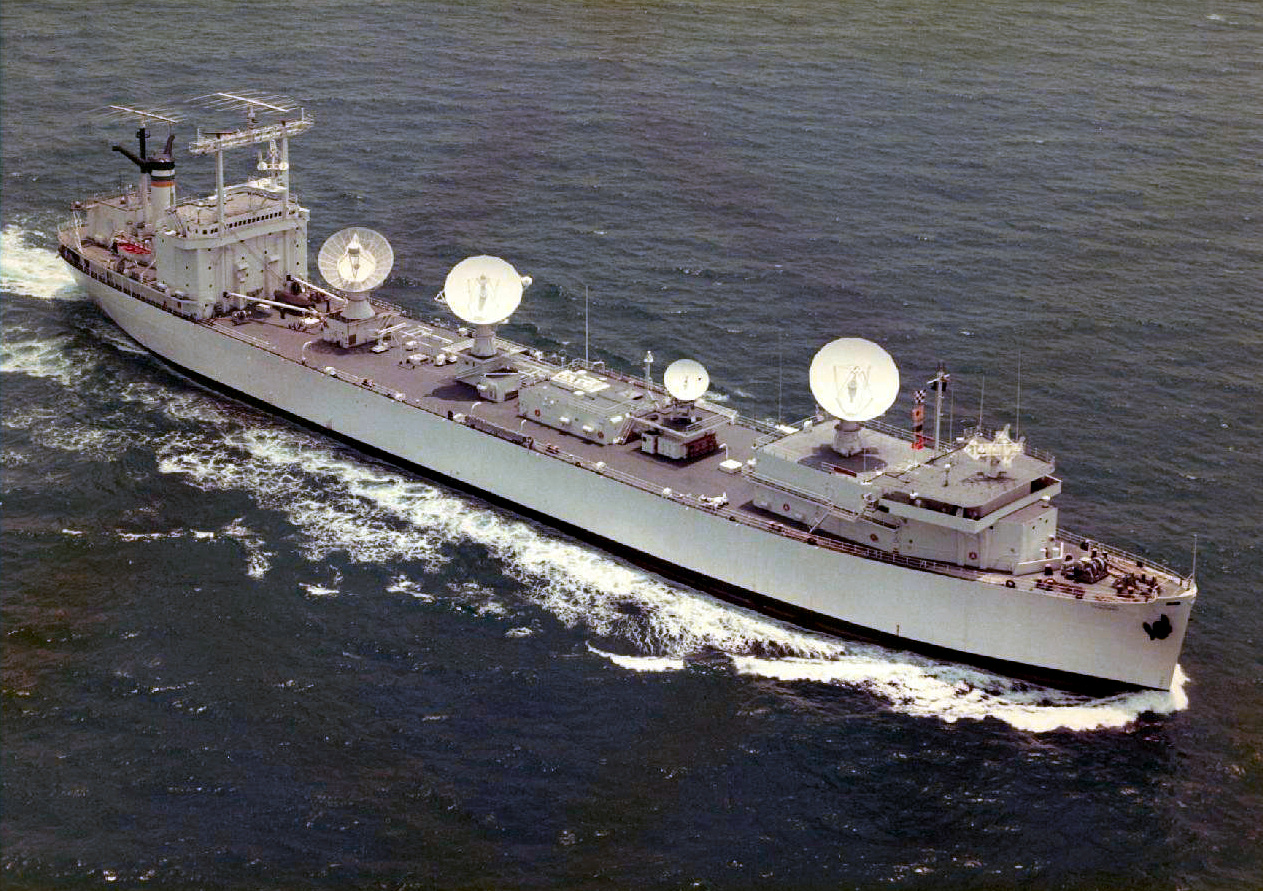
USNS Vanguard en missió de seguiment de la NASA. Vegeu el radar de seguiment SatCom i les antenes de telemetria.

L'activitat solar més elevada del previst, va provocar l'escalfament de les capes més exteriors de l'atmosfera terrestre. Aquest fet va fer que augmentes el fregament de l'Skylab, que es degradés la seva òrbita de manera progressiva i que acabés reentrant l'11 de juliol del 1979 cap a les 16:37 UTC.
La zona sobre la qual van caure els trossos de brossa espacial era una estreta banda (d'uns 4° d'amplada aproximadament) que començava a 48° S 87° E i acabava a 12° S 144° E, una àrea que anava des de l'oceà Índic fins a l'oest d'Austràlia.
Es van construir dues unitats de l'estació espacial preparades per volar. La primera és la que va acabar cremant sobre l'Índic i la segona (la de reserva) es troba exposada al "National Air and Space Museum" de Washington, DC. Una de les maquetes a escala real de s'empraven per entrenar les tripulacions es pot veure al centre de visitants del "Lyndon B. Johnson Space Center" ubicat a Houston, Texas (EUA).

## Orígens i història
Es fa molt difícil determinar quina va ser l'origen exacte de la Skylab, atès que hi va haver molts projectes similars flotant entre els diferents centres de la NASA. Una de les fites més importants va ser quan Wernher von Braun va entregar a l'exèrcit americà el seu projecte "Horizon" (1959). Un dels principals objectius d'aquest projecte era posar un home a la lluna, missió de la que ràpidament es va fer càrrec la recent creada NASA. Així que, tot i estar bàsicament concentrat en les missions lunars, Von Braun també va detallar un laboratori orbital construït sobre la darrera etapa del "horizon". Aquest disseny bàsic, d'aprofitar els coets existents, va evolucionar en posteriors dissenys fins a conduir a la de la Skylab que finalment va volar.
El 1963, la força aèria dels Estats Units (USAF) va iniciar el desenvolupament d'un laboratori espacial tripulat ("Manned Orbital Laboratory" – MOL). Consistia en una petita estació espacial pensada principalment pel fer reconeixements fotogràfics emprant grans telescopis manejats per una tripulació de dues persones. Aquesta estació havia de ser construïda emprant l'etapa superior d'un coet "Agena" en el qual, bàsicament, tot l'equipament s'instal·lava a l'interior dels dipòsits de combustible. Les estacions s'haurien llançat sense tripulació, la qual s'incorporaria posteriorment amb un vehicle "Gemini" modificat.
Diversos centres de la NASA van veure com perill aquesta disseny de la USAF i van començar a crear els seus propis dissenys d'estació espacial. Molts d'ells eren dissenys molt preliminars sense cap mena de suport oficial. Aquests estudis bàsicament empraven plataformes llançades per un coet Saturn V, amb les tripulacions seguint-los amb coets Saturn IB emprant càpsules "Apollo" o Gemini (si no es necessitava portar tanta càrrega).
Per aquella època la NASA estava buscant propostes per una gran missió continuadora del projecte "Apollo". Es pensava, fins i tot en grans estacions espacial que poguessin contenir tripulacions de 24 persones amb una vida operativa d'un cinc anys. L'empresa Loockheed Martin, involucrada en aquest projecte, va proposar una estació espacial, ja que creien que era la continuació natural a les missions lunars. Una de les necessitats d'una estació espacial permanentment habitada havia de ser l'abastiment periòdic. Per acomplir aquesta tasca un vehicle de càrrega derivat dels "Apollo" o bé dissenyar un nou vehicle reutilitzable. Al cap del temps, després de moltes voltes el nou vehicle d'abastament va acabar emergent en el projecte del "Space Shuttle" i la proposta d'estació espacial com la "Freedom Space Station".

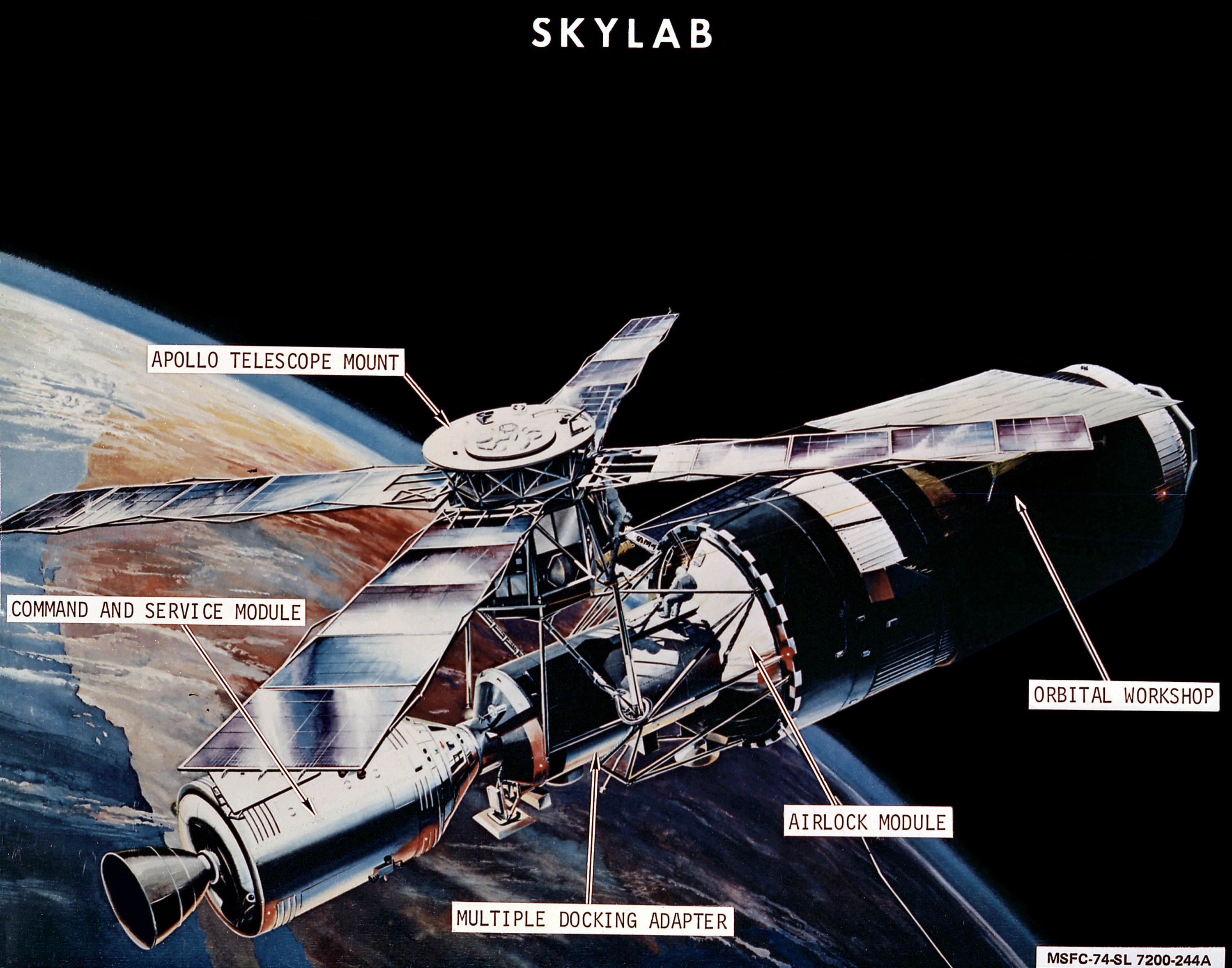
Dibuix de la Skylab amb els components etiquetats

Al juny del 1964, el quarter general de la NASA a Washington va crear l'oficina Apollo Logistic Support System Office amb l'objectiu inicial d'estudiar les possibles modificacions que es podien realitzar als sistemes i dissenys de les missions "Apollo" per tal de poder-los aprofitar en missions científiques. Els projectes desenvolupats inicialment incloïen missions més llargues a la superfície de la lluna, un observatori solar tripulat, etc. Tot i que inicialment no es concentrava específicament en una estació espacial, durant els següents dos anys, l'oficina cada cop es va concentrar més en aquest rol. El 1965 l'oficina va canviar de nom passant a ser l'Apollo Applications Program (AAP).
Com a part del treball diari, a l'agost del 1964 la MSC va presentar diversos estudis sobre un laboratori no reutilitzable com Apollo "X" (una abreviació de "Apollo Extension System"). Aquest disseny substituïa el mòdul lunar, col·locat habitualment sobre l'etapa S-IVB, per una petita estació espacial un pèl més grossa que l'àrea de servei del mòdul de comandament (CSM). Podia contenir provisions i experiments per missions d'entre 15 i 45 dies de duració. Emprant aquest estudi com a base, es van estar estudiant diversos perfils de missió durant tres mesos.
Wernher von Braun va proposar un pla molt més ambiciós per tal de construir una estació espacial més gran. Ell proposava substituir l'etapa S-IVB d'un coet Saturn V per una carcassa aerodinàmica que portaria el mòdul de comandament (CSM) al damunt. Dins de la carcassa hi anirien els equipaments necessaris disposats en forma de cilindre amb un radi sensiblement inferior al del mòdul de comandament. Un cop tot en òrbita es buidarien completament els dipòsits de l'etapa S-II i el cilindre d'equipaments s'introduiria a l'interior del tanc d'hidrogen líquid (ara buit) a través una gran escotilla. L'estació seria, doncs, tot l'interior del dipòsit d'hidrogen de l'etapa S-II amb el cilindre de l'equipament formant com una espina al llarg del seu eix longitudinal. L'àrea habitable disponible hauria estat força gran (10 x 13,7 metres). La potència s'obtindria emprant plaques solars que recobririen la part exterior de l'etapa S-II.
Un dels problemes amb aquesta proposta era que requeria un Saturn V sencer per tal de llançar l'estació i, a l'època en què es va proposar aquest disseny, tots els Saturn V fabricats i en procés de fabricació estaven assignats a missions lunars. En treballs successius es va pensar a emprar un disseny més menut de l'estació que pogués ser llençat emprant un Saturn IB. Atès que diverses de les missions de proves destinades a provar el Mòdul Lunar (ML) i el mòdul de comandament i servei (CSM) van ser cancel·lades, van quedar disponibles diversos coets Saturn IB que es podrien emprar per a aquest altre projecte.

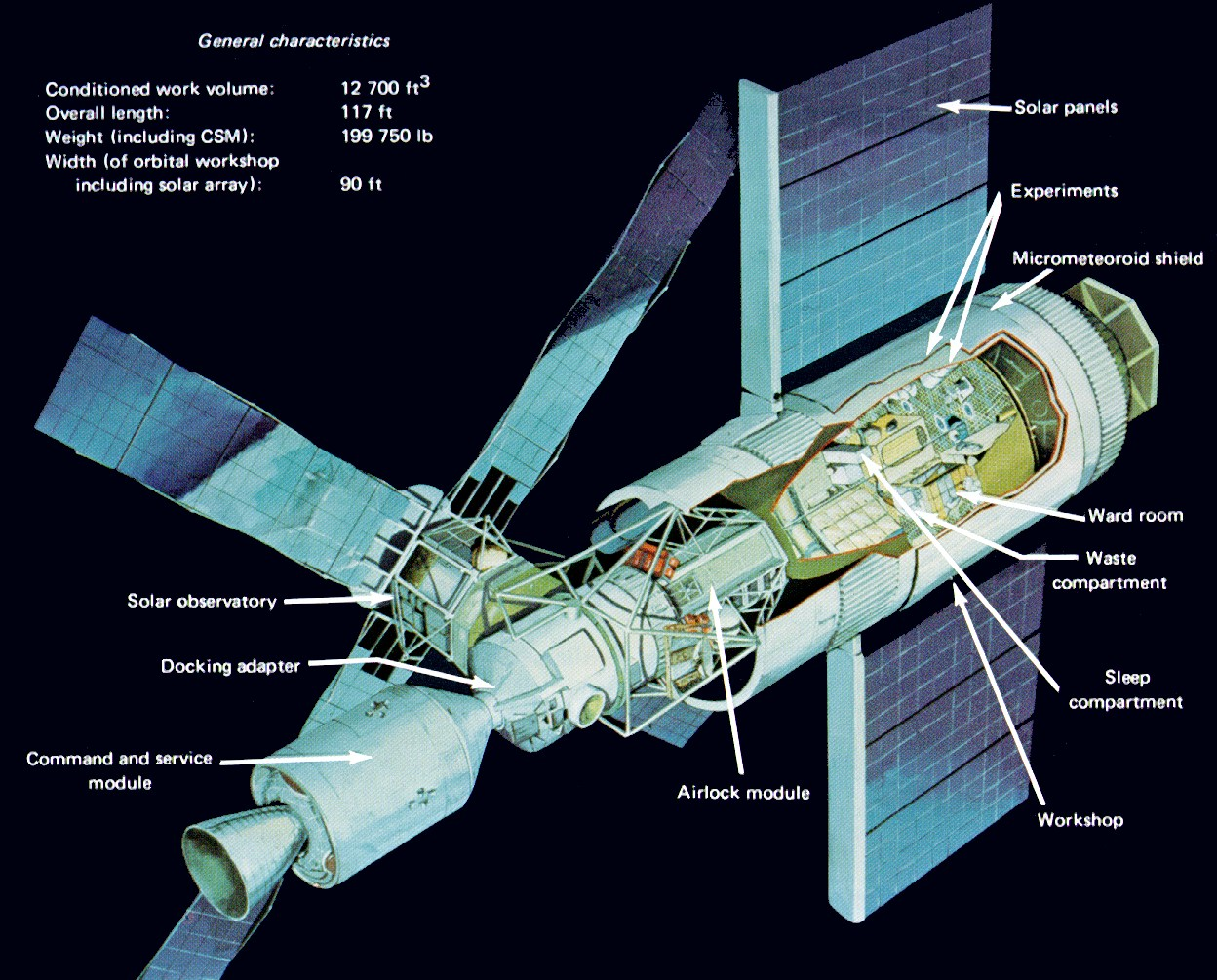
Diagrama de la Skylab (tal com estava planejada).

El treball de disseny va continuar durant els següents dos anys entrant de cap en l'època del retalls pressupostaris. L'agost del 1967 la NASA va anunciar que les missions de cartografiat de la lluna i la construcció d'una base (ambdues de la AAP) eren cancel·lades. Les úniques missions que se seguirien endavant serien les del taller orbital i l'observatori solar. Una mica més endavant les missions lunars Apollo 18 a 20 van ser també cancel·lades. Totes aquestes cancel·lacions van alliberar el nombre necessari de coets Saturn V (amb més potència que els Saturn IB) per tal de fer possible el llançament directe a òrbita d'una estació espacial emprant les etapes S-IC i SII.
Al 8 d'agost del 1969, McDonnell Douglas va rebre el contracte per convertir les dues etapes existents S-IVB en la configuració del taller espacial. Al gener del 1970 una de les etapes S-IV de proves es va enviar a la factoria de McDonnell per tal que es fes servir per construir una maqueta. El nom de Skylab es va posar després d'un concurs impulsat per la NASA.
L'Skylab estaria compost, finalment, per dues etapes del llançador (S-IC i S-II), una unitat amb instruments (IU) que compondrien els tres mòduls principals de càrrega. Les etapes del llançador i la unitat d'instruments eren les idèntiques a les que es feien servir per als llançaments "Apollo" amb el Saturn V. La càrrega principal consistia en el taller orbital (una etapa S-IVB convertida), una resclosa d'aire / mòdul d'atracament múltiple, el suport del telescopi Apollo, el recobriment extern i diferents experiments. L'ordinador que es va fer servir a bord de l'Skylab era un IBM System 4Pi TC-1, un parent llunyà del AP-101 que fan servir els transbordadors espacials del programa "Space Shuttle". Els interiors dels habitacles de la tripulació foren dissenyats per Raymond Loewy.